# Libysche Schrift

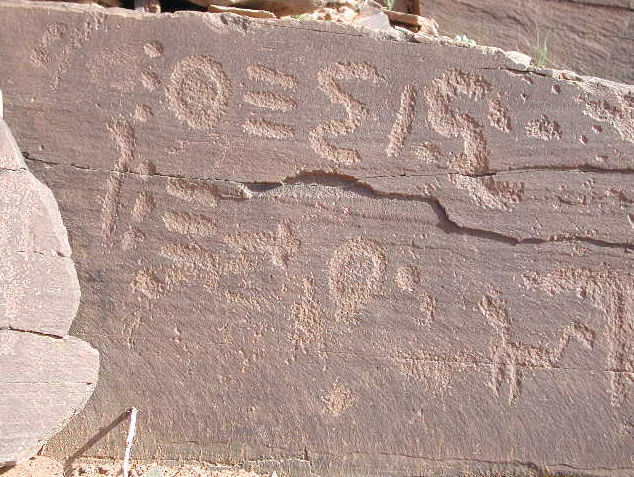
Schriftzeichen an einer Felswand im Drâa-Tal, Marokko

Die libysche Schrift (auch altlibysch oder numidisch genannt) ist eine Alphabetschrift, die etwa vom 3. Jahrhundert v. Chr. bis zum 3. Jahrhundert n. Chr. in weiten Teilen Nordafrikas für die libysche Sprache verwendet wurde. Es handelte sich um eine Konsonantenschrift, die Vokale in der Regel nicht markierte. Ausnahme ist ein Graphem, das für einen Vokal, meist in finaler Position, steht. Auch die Gemination wurde nicht gekennzeichnet. Die Schriftrichtung war nicht einheitlich geregelt, häufig aber von oben nach unten verlaufend.

## Geschichte
Vermutlich entwickelte sich die libysche Schrift in Anlehnung an die phönizisch-punische Schrift. Darauf verweist ihr Charakter als Konsonantenschrift. Allerdings lassen die Zeichenformen sich weder aus dem Phönizischen noch aus dem Punischen herleiten und müssen daher eine lokale Innovation gewesen sein. Nach Robert Kerr kommt am ehesten die Zeit der Herrschaft Massinissas für die Entwicklung einer eigenen libyschen Schrift in Frage. Aus der libyschen Schrift entwickelte sich die heute von den Tuareg verwendete Tifinagh-Schrift, deren Name auf die phönizische Herkunft hinweisen könnte.

## Verbreitung und Entzifferung
Bislang sind ungefähr 1.200 Inschriften bekannt, die im Raum zwischen Mittelmeer, Nil, Niger und Kanaren gefunden wurden. Eine besonders große Dichte liegt im heutigen Tunesien und den angrenzenden Gebieten Algeriens. Dabei lassen sich zwei große Gruppen unterscheiden: eine östliche Variante, deren Westgrenze in Algerien liegt, und eine westliche Form, die mehr Zeichen aufweist als die östliche Variante. Während die westliche Schrift bislang nur ansatzweise entziffert ist, konnten die Lautwerte der Zeichen der östlichen Varietät fast vollständig bestimmt werden. Entscheidend für die Entzifferung war die Bilingue am Pfeilergrabmal in Thugga im heutigen Tunesien aus dem  2. Jahrhundert v. Chr.
| Libysche Schrift (Thugga) | Tifinagh (Ahaggar) | Neo-Tifinagh | Transliteration |
| ------------------------- | ------------------ | ------------ | --------------- |
|                           | ⵀ                  | ⴱ            | b               |
|                           | ⴳ                  | ⴳ            | g               |
|                           | ⴷ,ⴸ                | ⴷ            | d               |
|                           | ⵂ                  | ⵀ            | h               |
|                           | ⵓ                  | ⵡ            | w               |
|                           | ⵋ                  | ⵊ            | z1              |
|                           | ⵟ                  | ⵟ            | ṭ               |
|                           | ⵉ                  | ⵢ            | y               |
|                           | ⴾ                  | ⴽ            | k               |
|                           | ⵍ                  | ⵍ            | l               |
|                           | ⵎ                  | ⵎ            | m               |
| LB vertical N             | ⵏ                  | ⵏ            | n               |
| LB vertical N             |                    | ⵚ            | s1              |
|                           | ⴼ                  | ⴼ            | f               |
|                           | ⵙ                  | ⵙ            | s2              |
| ?                         | ⵗ/ⵈ                | ⵖ/ⵇ          | q/ɣ?            |
|                           | ⵔ                  | ⵔ            | r               |
|                           | ⵛ                  | ⵛ            | s3              |
|                           | ⵜ                  | ⵜ            | t               |
| LB vertical Z             | ⵣ                  | ⵣ            | z2              |
|                           |                    |              | s4              |
|                           | ⵌ                  | ⵥ            | z3              |

## Libysch-berberische Schrift
Die westliche Variante wird auch als „Libysch-berberische Schrift“ bezeichnet. Von ihr sind etwa 100 Zeugnisse in Marokko, die auch auf Stelen angebracht wurden, bekannt. 